# Starting-Block
 (août 2012).
Si vous disposez d'ouvrages ou d'articles de référence ou si vous connaissez des sites web de qualité traitant du thème abordé ici, merci de compléter l'article en donnant les références utiles à sa vérifiabilité et en les liant à la section « Notes et références ».
Pour le matériel d'athlétisme, voir Starting-block.

Logo de Starting-Block

Starting-Block est une association française d'Education populaire créée en 1998 et basée à Paris. Composée d'étudiants et de jeunes adultes, elle agit principalement auprès des jeunes en milieu scolaire et universitaire.

Elle anime le Réseau "SENS" (Sensibiliser Ensemble), qui rassemble des associations étudiantes et de jeunes porteuses d'actions d'Education à la Citoyenneté et à la Solidarité (ECS), et la plateforme "Études Supérieures et Handicap", qui revendique un meilleur accès aux études supérieures pour les jeunes en situation de handicap.

L'association Starting-Block dispose des agréments « Association complémentaire de l’enseignement public » par les académies de Paris et Créteil, de l’agrément ministériel « Jeunesse et éducation populaire », et de l’agrément de Service civique.

## Démarche
L'association Starting-Block se reconnaît dans l'Éducation à la Citoyenneté et à la Solidarité (ECS), comprise comme une démarche éducative ayant pour objectif une ouverture sur l’autre et sur le monde qui nous entoure. Pour Starting-Block, l'ECS vise à accompagner chacun dans ses questionnements et son engagement citoyen et solidaire. Elle s’appuie sur des méthodes actives et participatives, accessibles à tous.
Starting-Block organise deux fois par an des « Week-end d’Échanges et de Formation » (WEF) réunissant des membres d'associations du réseau SENS. Le 27e WEF a eu lieu à Rennes du 6 au 8 mai 2017.

## Histoire
Starting-Block a été créée en 1998 par un groupe de jeunes étudiants et deux Conseillères Principales d’Education stagiaires. Elle se donne alors pour devise « un premier départ citoyen et solidaire » et pour objectif « de promouvoir, selon une démarche d’éducation active, auprès des jeunes et à travers eux, des projets d’expression collective et d’action de solidarité » (article 2 des statuts de l'association).
En 2000, elle lance le premier jumelage Handivalides entre une classe de collège classique et une classe de collège spécialisé.
En 2001, elle lance le Réseau SENS (Sensibiliser Ensemble) qui rassemble des associations d'étudiants et de jeunes engagés.
En 2002, elle organise la première campagne Handivalides sur le campus de Jussieu.
En 2004, elle est reconnue comme "Association complémentaire de l'enseignement public" par l'académie de Paris.
En 2006, elle obtient le trophée Changeons de Regard de la Mairie de Paris.
En 2012, elle obtient le Trophée du mois Extra-Ordinaire de la Mairie de Paris pour son "Tutorat Handivalides".

## Divers
Starting-Block est également "Relais Ritimo" et propose un centre de ressources documentaires et pédagogiques sur Education à la Citoyenneté et à la Solidarité (ECS). Starting-Block est également membre fondateur du Comité du service civique associatif.